# Piero Bottaro
Piero Bottaro, all'anagrafe Pietro, (Genova, 14 dicembre 1904 – Genova, 27 aprile 1976) è stato un calciatore italiano, di ruolo attaccante.

## Carriera
Conta 2 presenze in Serie A con la maglia del Bari nella stagione 1931-1932.
Per più di settant'anni è riuscito a conservare il record di realizzazioni in partite consecutive con la maglia dei galletti, segnando in cinque partite di fila. Solo nel 2010 l'attaccante brasiliano Paulo Vitor Barreto ha superato tale record.
Nella stagione 1932-1933 milita nel Genova 1893, club con cui però non scende mai in campo in incontri ufficiali.